# Завидонов, Станислав Петрович
Станислав Петрович Завидонов (14 октября 1934, Канск, Восточно-Сибирский край — 28 декабря 2021) — советский футболист, полузащитник; тренер. Мастер спорта СССР (1956).

## Биография
Воспитанник команды школьников Смольнинского РОНО г. Ленинграда и ленинградской спортшколы «Трудовых резервов». Первые тренеры — Александр Алексеевич Корнилов, Борис Степанович Орешкин и Дмитрий Николаевич Богинов.
В чемпионате СССР выступал за ленинградские «Трудовые резервы» (1954—1956) и «Зенит» (1957—1966). В 1962 году был признан сильнейшим центральным полузащитником СССР.
Постоянно вызывался в олимпийскую сборную СССР (сыграл за неё 3 матча), приглашался в московские клубы для участия в международных матчах.
После окончания института имени Лесгафта начал тренерскую карьеру в Ленинграде. Работал с молодёжными командами, помощником, а в 1988—1989 годах и главным тренером «Зенита», а следующие два года был вице-президентом клуба. В 1979—1982 работал главным тренером в клубе АСКО (Оран, Алжир). С 1999 года занимался инспектированием матчей.
Скончался 28 декабря 2021 года.